# Plukenetia volubilis

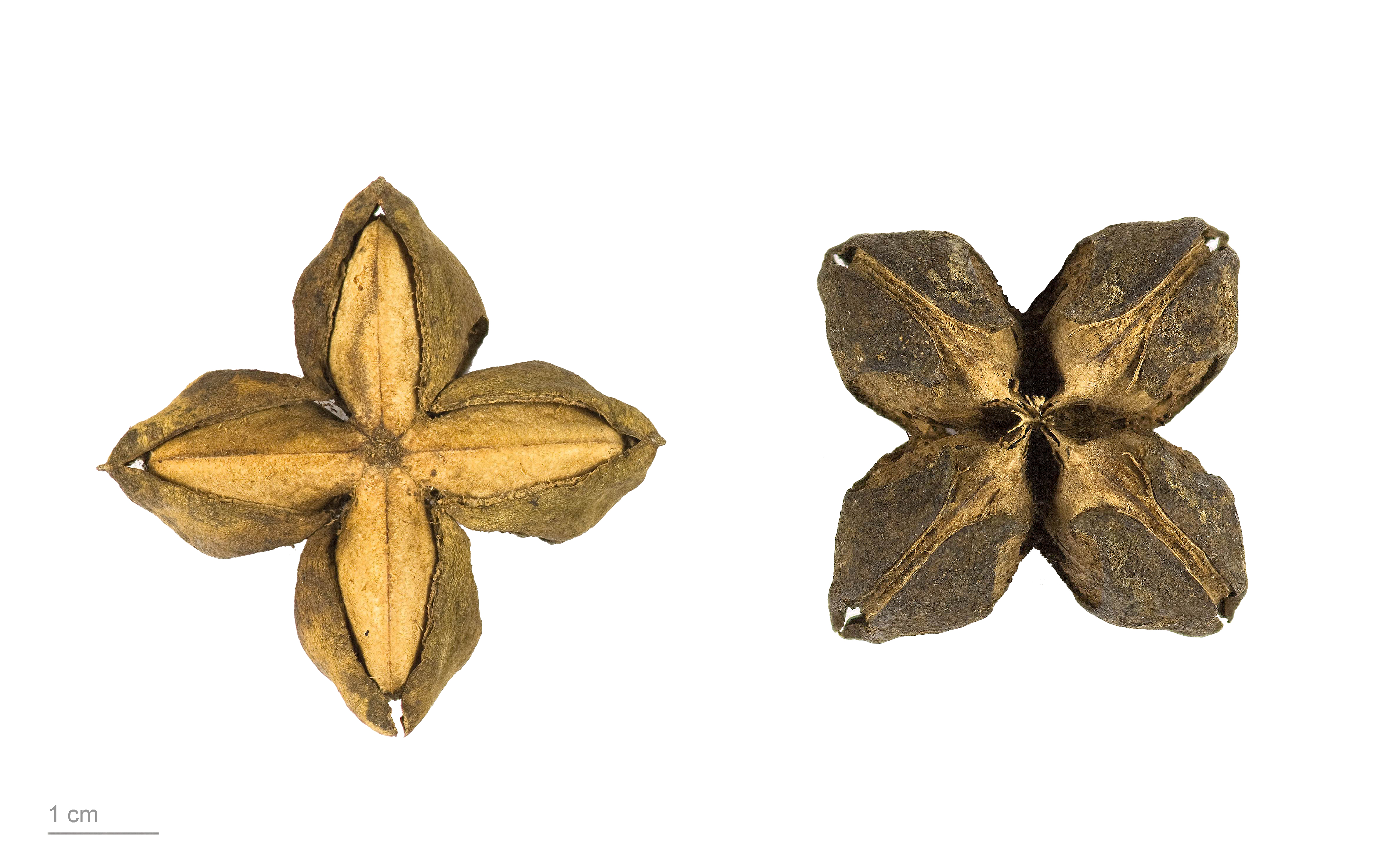
Plukenetia volubilis

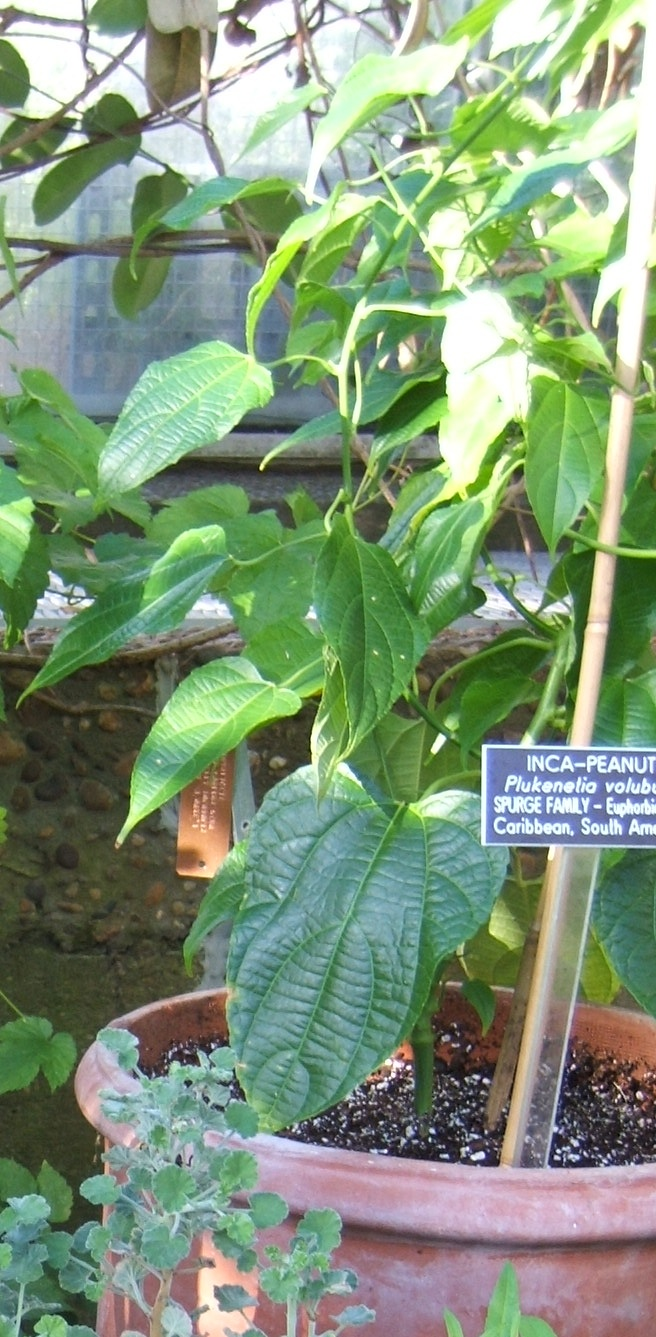
Vista de la planta

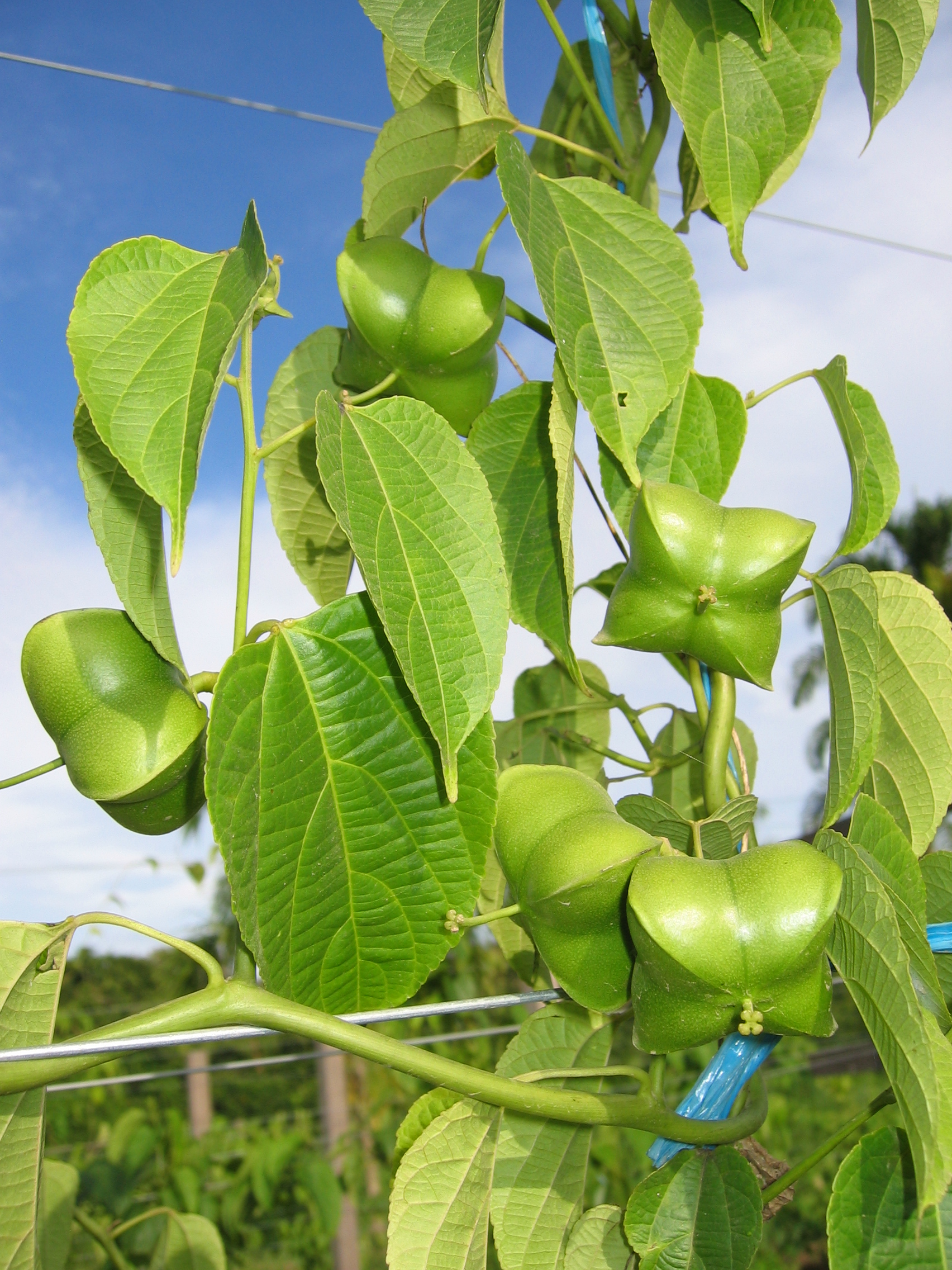
Frutos

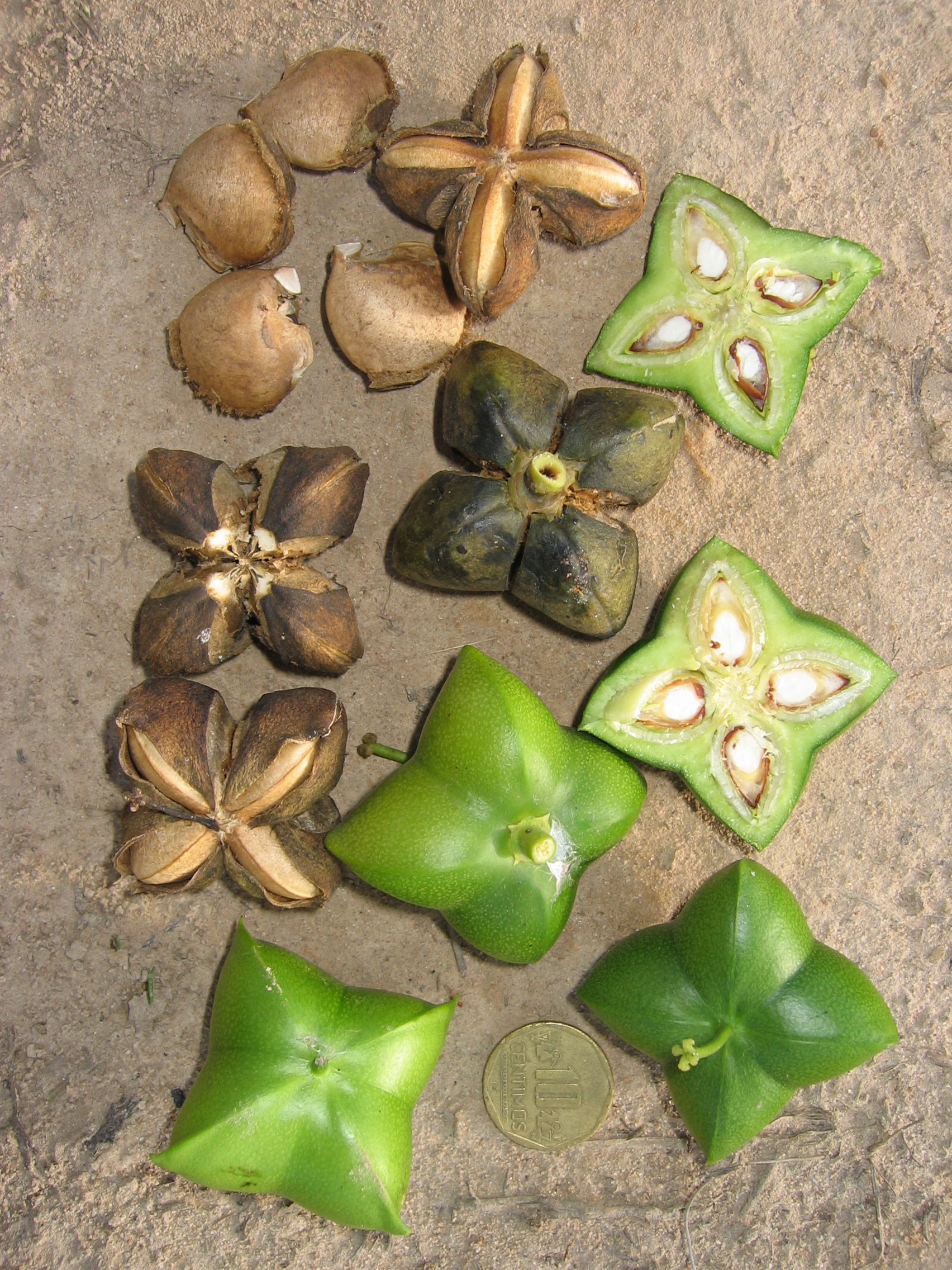
Sacha inchi

El inchi,[cita requerida] sacha inchi, sacha maní, maní del Inca o maní jíbaro, es una planta semileñosa y perenne, de la familia de las euforbiáceas, originaria de gran parte de la América del Sur tropical (Surinam, Venezuela, Bolivia, Colombia, Ecuador, Perú y el noroeste de Brasil), así mismo se encuentra en el Caribe.

## Descripción
Plukenetia volubilis es una planta oleaginosa, hermafrodita, de crecimiento voluble, abundantes hojas y ramas, hojas alternas y acorazonadas; flores pequeñas, blanquecinas, en racimo; fructificación capsular de 3 a 5 cm de diámetro, dehiscentes (4 - 5 - 7 cápsulas); fruto de color verde, marrón negruzco al madurar; semillas de color marrón oscuro, con notorias nervaduras ovales de 1,5 x 2 cm de diámetro. Es una planta trepadora que requiere tutores que debe tener altura de 2 m, para facilitar la recolección de la semilla. 
A los 3 meses del trasplante aparecen las flores masculinas, luego las femeninas. En un período de 7 a 19 días, las flores masculinas y femeninas completan su diferenciación. Los frutos completan su desarrollo a 4 meses de la floración, luego inician la madurez (de color verde), finalmente se tornan a marrón negro o cobrizo.
El proceso de maduración es de 15 a 20 días. La cosecha se inicia a los 8 meses después de la siembra o trasplante. La producción es continua, realizándose la cosecha cada 15 días. Contenido de aceite entre 49 - 53% (Aceites omega 3, 6 y 9) y proteínas 33%. El 45% de la semilla es aceite, siendo el omega 3(ALA) muy abundante alcanzando valores al 50% y superando 17 veces el omega 3 contenido en el salmón. Luego de la extracción del aceite queda una harina que técnicamente se llama torta y se caracteriza por tener un alto contenido de proteína que llega al 60%, siendo el alimento de mayor contenido proteínico conocido en la actualidad. Por tales razones es considerado un superalimento que genera una disrupción en las industrias alimenticia, cosmética, nutracéutica y química, por los ingredientes naturales usados en éstas. En 2019 unas ingenieras colombianas aplicaron un producto basado en sacha inchi para limpiar derrames de petróleo en cuerpos de agua.
Alcanza una longitud hasta de 12 m y sus hojas son alternas, acorazonadas, con bordes dentados, puntiagudas, de 10 a 12 cm de largo y 8 a 10 cm de ancho, con peciolos de 2-6 cm de largo. Las flores masculinas son pequeñas, blanquecinas y dispuestas en racimos. En la base del racimo y lateralmente, se encuentran una a dos flores femeninas. 
Los frutos son cápsulas de 3 a 5 cm de diámetro; tienen de 4 a 7 lóculos, cada uno con una semilla en su interior. Estas son ovales, de color marrón oscuro, de 1,5 a 2 cm de diámetro y de entre medio y un gramo de peso.

## Distribución y hábitat
Es originaria de la selva amazónica donde los nativos la cultivaron, se adapta en climas cálidos o medios hasta los 1700 m s. n. m. siempre y cuando haya disponibilidad permanente de agua y buen drenaje. Crece mejor en los suelos ácidos, francos y aluviales planos, cerca de los ríos.

## Taxonomía
Plukenetia volubilis fue descrita por Carlos Linneo y publicado en Species Plantarum 2: 1192. 1753.
Sinonimia
- Sajorium volubile (L.) Baill. (1858).
- Plukenetia peruviana Müll.Arg. (1865).
- Plukenetia macrostyla Ule (1908 publ. 1909).
- Fragariopsis paxii Pittier (1929).[3]

Plukenetia volubilis no debe confundirse con Caryodendron orinocense, otra especie de la familia de las euforbiáceas que comparte el nombre común inchi.

## Usos
Se cultiva comercialmente en el sudeste asiático, sobre todo en Tailandia. Aunque sus semillas y hojas crudas contienen toxinas, estos componentes son seguros para el consumo después de realizar un proceso de tostado. Las semillas tostadas se pueden consumir como nueces y las hojas tostadas se pueden masticar o preparar en una infusión.

### Aceite de sacha inchi
El aceite de semilla de sacha inchi se produce con semillas seleccionadas y se obtiene mediante la técnica de prensado en frío.  
Características de calidad del aceite de Plukenetia volubilis:
Color: claro, oscila del amarillo intenso al ámbar dorado
Olor: ligeramente a fríjol y característico de la variedad
Sabor: ligeramente a fríjol y característico de la variedad
Índice de acidez:   0,22
Índice de peróxidos:   3,13

#### Cuadro comparativo de ácidos grasos poliinsaturados
| Producto | %  | Producto | %  | Producto    | %  |
| -------- | -- | -------- | -- | ----------- | -- |
| Oliva    | 9  | Nuez     | 56 | Linaza      | 72 |
| Pescado  | 31 | Soja     | 61 | Cartamo     | 78 |
| Canola   | 32 | Girasol  | 69 | Sacha Inchi | 83 |

#### Composición de ácidos grasos
| Palmitico C16:0                   | 3.65        |
| --------------------------------- | ----------- |
| Esteárico C 18:0                  | 2.54        |
| Oleico omega 9 C 18:1 ω9          | 8.40        |
| Linoléico omega 6 C 18:2 ω6       | 36.80       |
| Alfa Linolénico omega 3 C 18:3 ω3 | 48.61       |
| Total Saturados                   | 6.19        |
| Total Insaturados                 | 93.81       |
| Antioxidantes                     |             |
| Vitamina A                        | 681 ug      |
| Vitamina E                        | 17 mg/100 g |

La primera mención científica del Plukenetia volubilis fue hecha en 1980 a consecuencia de los análisis de contenido graso y proteico realizados por la Universidad de Cornell en EE. UU., los que demostraron que las semillas del sacha inchi tienen alto contenido de proteínas (33%) y aceite (49%).
En el Perú, se han seleccionado variedades hasta con 54% de aceite; la proteína presenta un importante contenido de aminoácidos esenciales y no esenciales; es rico en vitaminas A y E, en cantidades suficientes para la salud humana. 
El subproducto de la extracción del aceite, genera una torta que ha sido utilizada para la alimentación de especies domésticas. Experimentos alimentando juveniles de tilapia roja Oreochromis sp. con torta e Sacha Inchi, mostraron que puede ser adicionada en la dieta hasta en un 10% de inclusión, sin afectar el desempeño productivo ni la sobrevivencia en esta especie.